# 江北机场站
江北机场站位于中华人民共和国重庆市渝北区，是渝熊铁路上的车站，与重庆江北国际机场接驳，2022年12月30日启用。

## 结构

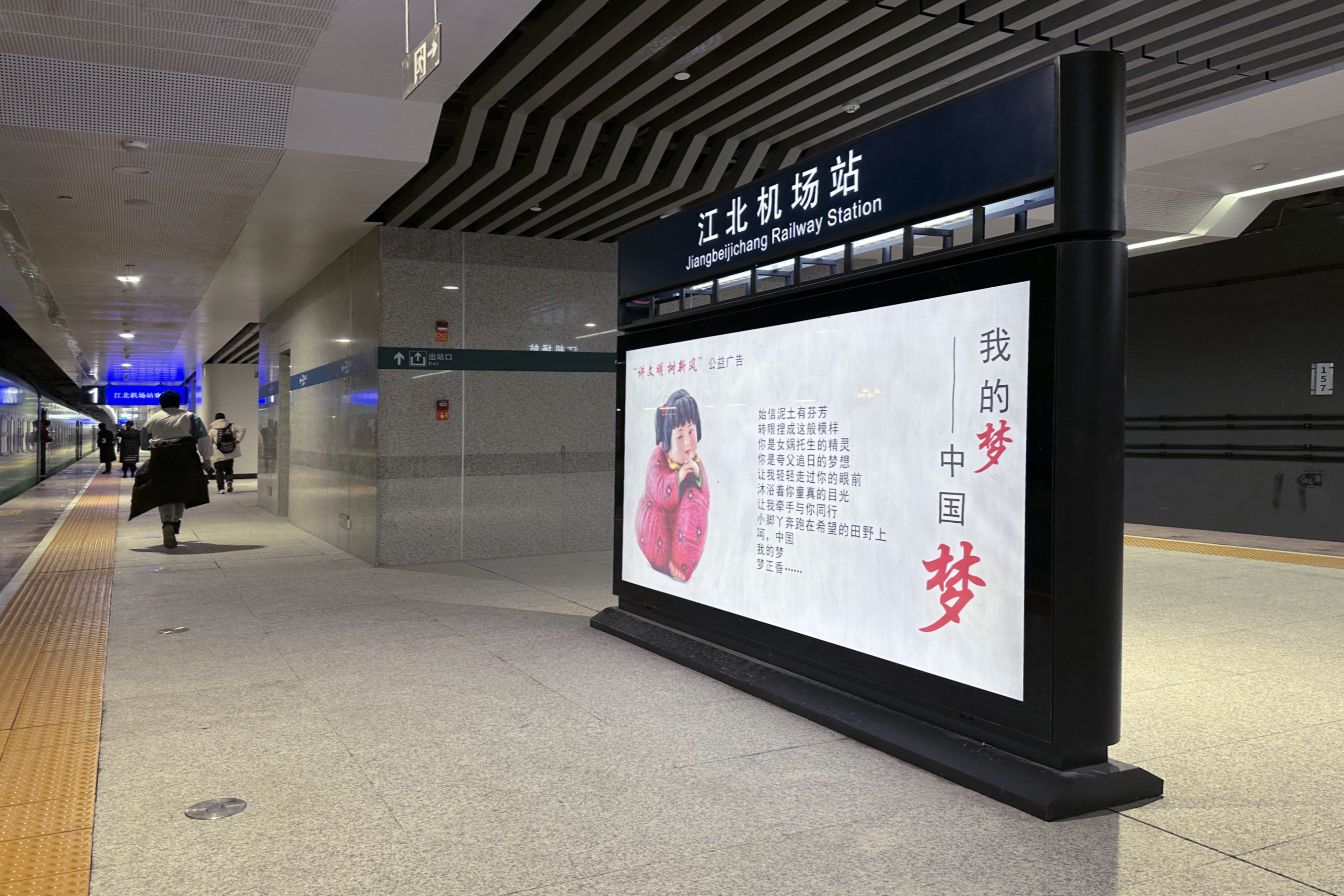
车站站台

江北机场站位于江北机场T3航站楼南侧的地下2层至地下4层，与重庆轨道交通10号线江北机场T3航站楼站垂直交叉，地下2层为换乘大厅，包含车站售票厅、集散厅、出站厅等设施，地下3层为候车厅及车站设备用房，地下4为为车站站台，位于铁路的机场隧道中；站房主体面积42525.813平方米。
车站内部以“简洁明快”的风格设计装修。顶面装饰以以穿孔铝单板搭配平板铝单板为主，起引导通行的之作用；墙面采用铝条板搭配铝单板加入穿孔铝板的设计，有避免回音的功能；地面采用芝麻灰色彩大理石。

## 歷史
- 2020年11月7日，车站所在的机场隧道贯通[5]；
- 2022年12月30日，车站经历15个月施工[2]，随东环线通车而启用[1]。

## 外部連結
- 中国铁路客户服务中心 （页面存档备份，存于）